# Tillandsia mirabilis
Tillandsia mirabilis là một loài thuộc chi Tillandsia. Đây là loài đặc hữu của México.